# Sífilis

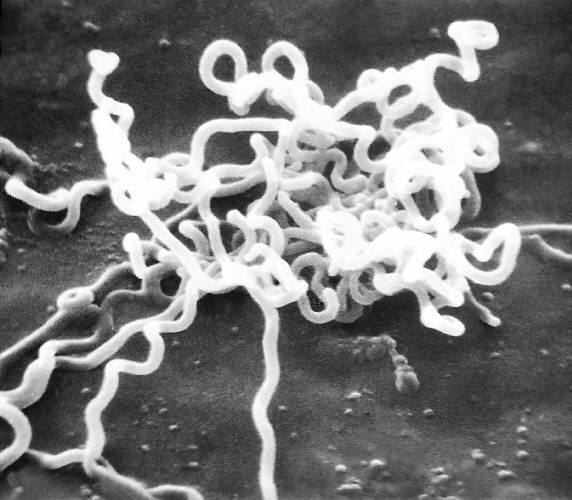
Treponema pállidum.

La sífilis, llamada antiguamente morbo gálico, mal francés o bubas, es una enfermedad sistémica infecciosa transmitida principalmente por contacto sexual, producida por la bacteria espiroqueta Treponema pallidum, subespecie pallidum. Sus manifestaciones clínicas son de características e intensidad fluctuantes, apareciendo y desapareciendo en las distintas etapas de la enfermedad: primaria, secundaria, latente o terciaria. La etapa primaria se presenta clásicamente con un único chancro (una úlcera cutánea firme, indolora y que no produce picazón, generalmente entre 1 cm y 2 cm de diámetro) en los genitales o en la boca, aunque puede haber múltiples llagas en otras partes del cuerpo. En la sífilis secundaria, que ocurre generalmente entre 4 y 10 semanas después de la infección primaria y que involucra la propagación de la bacteria a través del torrente sanguíneo, ocurre un sarpullido difuso, que con frecuencia involucra las palmas de las manos y las plantas de los pies. También pueden presentarse llagas en la boca o en la vagina. Asimismo pueden ocurrir síntomas similares a los de la gripe. La sífilis latente es asintomática y puede durar años. En la sífilis terciaria aparecen gomas (neoplasias suaves y no cancerosas), problemas neurológicos o síntomas cardíacos. La neurosífilis, que involucra la infección del sistema nervioso central, puede ocurrir en cualquier etapa de la infección y puede causar meningitis, accidentes cerebrovasculares, perdida de la audición, ceguera, parálisis o demencia si no es tratada. La sífilis ha sido llamada «La gran imitadora», debido a que puede causar síntomas similares a los de muchas otras enfermedades. Puede producir lesiones en el sistema nervioso y en el aparato circulatorio si no se trata a tiempo. Existe en todo el mundo y se ha descrito desde hace siglos. Una investigación llevada a cabo y publicada en diciembre de 2024, sitúa el origen de la enfermedad en América desde la era precolombina.
La sífilis se transmite más comúnmente a través de la actividad sexual. También puede transmitirse de madre a hijo durante el embarazo o en el parto, lo que resulta en sífilis congénita. Ocasionalmente puede transmitirse por un contacto no sexual directo con una persona infectada. Otras enfermedades causadas por la bacteria Treponema incluyen el pian (T. pallidum subespecie pertenue), la pinta (T. carateum) y el bejel (T. pallidum subespecie endemicum). Estas tres enfermedades no suelen transmitirse sexualmente. El término de treponematosis se utiliza para describir individualmente cualquiera de estas enfermedades causadas por Treponema. El diagnóstico se realiza generalmente mediante análisis de sangre; la bacteria también se puede detectar mediante microscopía de campo oscuro. Se recomienda que todas las mujeres embarazadas se realicen la prueba. En los tejidos corporales, las bacterias espiroquetas se reproducen y permanecen presentes durante toda la vida de la persona infectada a menos que sean destruidas por el tratamiento.
El riesgo de transmisión sexual de la sífilis se puede reducir mediante el uso de un condón de látex o poliuretano. La sífilis se puede tratar eficazmente con antibióticos. El antibiótico de elección en la mayoría de los casos es la penicilina benzatina inyectada en un músculo.En personas con alergia grave a la penicilina, se puede utilizar doxiciclina o tetraciclina. En personas con neurosífilis, se recomienda la bencilpenicilina o ceftriaxona intravenosa. Durante el tratamiento, las personas pueden presentar fiebre, dolor de cabeza y dolores musculares, una reacción conocida como reacción de Jarisch-Herxheimer.
En 2015, alrededor de 45,4 millones de personas contrajeron sífilis, de los cuales seis millones fueron casos nuevos. Durante 2015, causó alrededor de 107 000 muertes, una reducción con respecto a las 202 000 de 1990. Es más común en países de bajos y medianos ingresos. Tras disminuir drásticamente con la disponibilidad de la penicilina en la década de 1940, las tasas de infección han aumentado desde el cambio de milenio en muchos países, a menudo en combinación con el virus de la inmunodeficiencia humana (VIH), particularmente entre pacientes menores de 25 años, así como entre hombres que tienen sexo con hombres. Se cree que esto se debe en parte al uso inseguro de drogas, el aumento de la prostitución y la disminución del uso de condones.

## Etimología
El nombre «sífilis» fue acuñado por el poeta y cirujano veronés Girolamo Fracastoro en su poema en latín Syphilis sive morbus gallicus (‘Sífilis o la enfermedad francesa’) en 1531. El protagonista de la obra es un pastor llamado Sífilus (quizá una variante de Sípilo, hijo de Níobe, un personaje de Las metamorfosis de Ovidio, o quizá del griego latinizado «amante de cerdos» [del latín sus, «cerdo»] y philos, «amante»), que cuidaba de los rebaños del rey Alcitoo. Molesto con el dios del sol ('Sirio'), ya que este quemaba los árboles y consumía los brotes que alimentaban a las ovejas, decidió no adorarlo a él sino al rey. En represalia, el dios lo castigó junto con todo el reino, afectándolos de una enfermedad horrible, que llamó «sífilis» por el pastor, siendo este su primera víctima. Agregándole el sufijo -is a la raíz Syphilus, Fracastoro creó el nuevo nombre de la enfermedad, y lo incluyó en su libro de medicina De contagionibus (‘Sobre las enfermedades contagiosas’, Venecia, 1584).
En este texto, Fracastoro registra que en la época, en Italia y Alemania la sífilis se conocía como el «morbo francés», y en Francia, como «el morbo italiano».

### Denominaciones en desuso

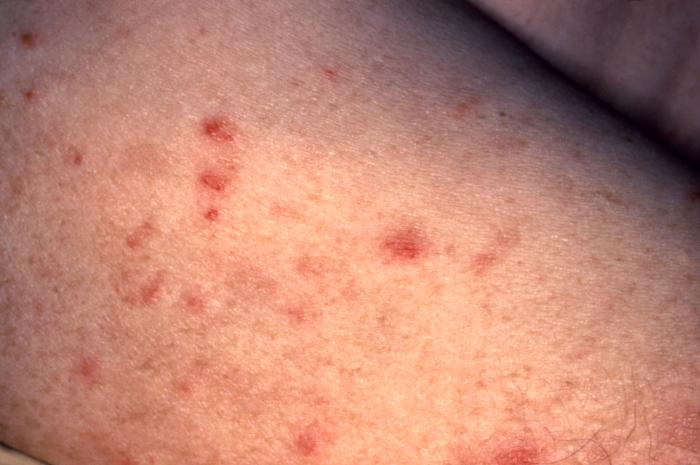
Manifestaciones (clavos sifilíticos) de la segunda etapa de la sífilis.

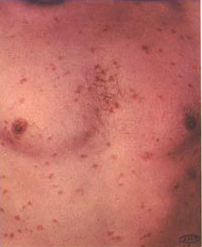
Lesiones (en el pecho) de la segunda etapa de la sífilis.

La sífilis también ha sido conocida como avariosis, búa, buba (o bubas), gálico, lúes venérea, o mal de bubas.

### Nombres en desuso
Las distintas denominaciones utilizadas entre los siglos XV y XVII dan idea de la vasta extensión de la enfermedad, y de la costumbre de culpar de ella a los países vecinos.
- En Italia, Alemania y Reino Unido se ha denominado «enfermedad francesa».
- En Francia, desde la epidemia en el ejército francés en las guerras italianas, se le llamó «mal napolitano o enfermedad napolitana».
- En Rusia, «enfermedad polaca».
- En Polonia, «enfermedad alemana».
- En Japón del Período Sengoku, «morbo chino»
- En los Países Bajos, Portugal y el norte de África, «enfermedad española» o «enfermedad castellana».
- En Turquía, «enfermedad cristiana».
- En España, «mal portugués», o «morbo gálico» («mal francés»).

## Historia

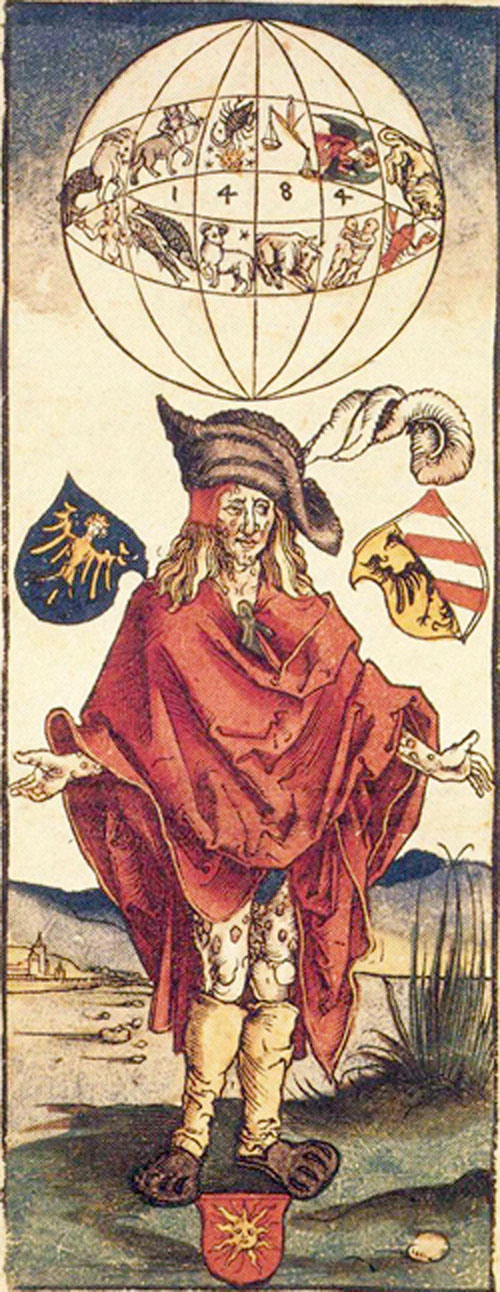
La sífilis según Alberto Durero.

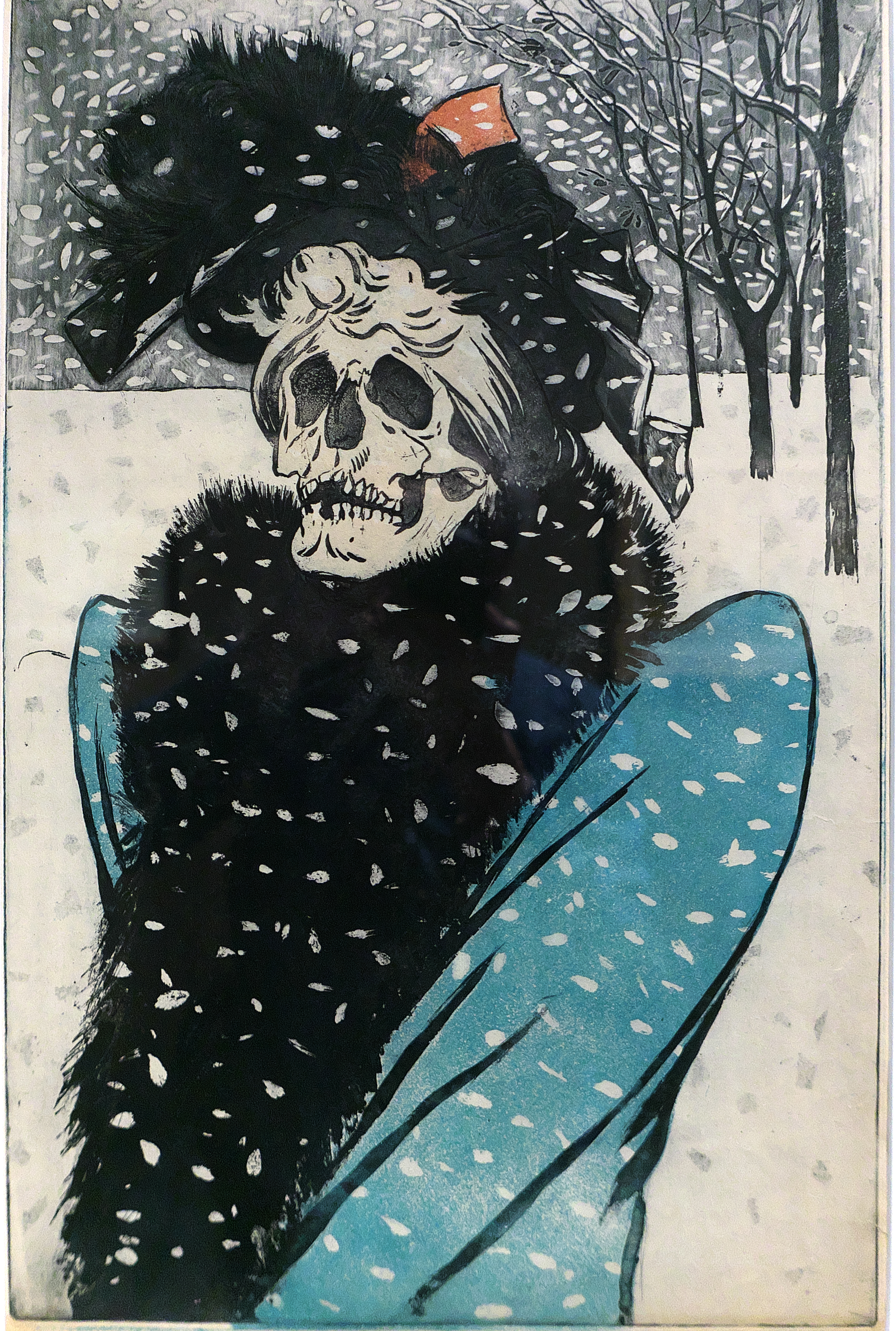
La sífilis según Eugène Delâtre.

El origen y antigüedad de la sífilis representan una de las controversias no resueltas más importantes en la historia de la medicina. Las preguntas fundamentales de esta controversia son: ¿Llegó la sífilis al Viejo Mundo desde el Nuevo Mundo a través de la tripulación de Cristóbal Colón —como parece indicarlo que la primera epidemia de esta enfermedad en Europa fuese registrada en 1493—? o bien, ¿se originó la sífilis en el Viejo Mundo y permaneció como una enfermedad no identificada hasta que a finales del siglo XV se hizo notoria por una mayor virulencia o transmisibilidad? En relación con esa controversia se han elaborado dos hipótesis del origen de la sífilis, que generan debate en el campo de la antropología y la historiografía.

### Hipótesis precolombina
La hipótesis precolombina sostiene que las treponematosis, incluida la sífilis, son un conjunto de variantes de una enfermedad que se fue extendiendo tanto en el Viejo como en el Nuevo Mundo. En Europa sus manifestaciones se habrían confundido con la lepra. De acuerdo con esta hipótesis, la pinta apareció en África y Asia alrededor de 15000 a. C., con un reservorio natural animal. El pian se habría desarrollado como consecuencia de mutaciones de la pinta alrededor del X milenio a. C. extendiéndose por todo el mundo excepto en América que se encontraba aislada. La sífilis endémica emergió del pian alrededor del VII milenio a. C. como consecuencia de los cambios climáticos (aparición de clima árido). Alrededor del siglo XXX a. C. la sífilis transmitida sexualmente apareció en el sudoeste asiático debido a las bajas temperaturas de la época postglacial, y de ahí se extendió a Europa y el resto del mundo. Desde entonces ha sufrido diversas mutaciones y manifestaciones clínicas, siendo notoria la forma clínica, «venérea», predominante en el siglo XV, probablemente acentuada por la reincorporación de cepas desde América.
La epidemiología de la primera presentación de sífilis de fines del siglo XV no define si la enfermedad era nueva o si provenía de una enfermedad anterior.
Las lesiones en esqueletos de la edad neolítica se deben a la sífilis. Incluso en esqueletos de 2000 a. C. en Rusia, con lesiones óseas patognomónicas. Aunque tales lesiones se pueden confundir con lesiones lepromatosas. Quizá Hipócrates haya descrito los síntomas de la sífilis en su etapa terciaria.
También en las ruinas de Pompeya (que fue enterrada en el año 79 por el volcán Vesubio) se han encontrado esqueletos con signos que podrían ser de sífilis congénita.
De acuerdo con un trabajo científico de la Universidad de Bradford (Reino Unido) hecho público en junio de 1999, en un cementerio de una abadía agustiniana en el puerto de Kingston upon Hull (noreste de Inglaterra) usado entre 1119 y 1539, se encontraron 245 esqueletos, de los cuales tres tenían signos claros de sífilis. La datación con C14 indicó que el varón con las señales más evidentes de sífilis había fallecido entre 1300 y 1450.
Algunos científicos piensan que la sífilis pudo ser introducida en América tras los contactos entre vikingos. En octubre de 2010, una excavación de esqueletos llevada a cabo en Gran Bretaña supuso un nuevo sustento para esta hipótesis, por cuanto los exámenes de los expertos indicaron que la enfermedad era conocida en este país dos siglos antes del viaje de Cristóbal Colón.

### Hipótesis unitaria
Esta hipótesis, que algunos consideran variante de la hipótesis precolombina, sostiene que todas las treponematosis corresponden a una sola enfermedad original, desarrollada muy antiguamente, quizás en el Paleolítico superior en el África subsahariana, y que desde ahí y desde entonces se extendió globalmente siendo sus variaciones consecuencia de las diferencias geográficas y climáticas. En otras palabras, la pinta, el pian, la sífilis y otras treponematosis son respuestas adaptativas del T. pallidum a diferencias ambientales. Hay evidencia de la existencia de treponematosis prácticamente en todos los continentes en la época precolombina. En América, las manifestaciones de la treponematosis en la época precolombina eran la sífilis venérea, en clima templado (América del Sur), y el pian, en clima tropical (Caribe). Esta hipótesis indica que el pian pudo haberse extendido desde África Occidental hacia la península ibérica en relación con el comercio de esclavos africanos negros, 50 años antes del viaje de Cristóbal Colón. El pian, endémico en África en ese momento, se manifestó en Europa de diversas formas, siendo una de ellas la sífilis venérea, es decir, de transmisión sexual.

### Hipótesis colombina o del intercambio colombino
Esta hipótesis sostiene que la sífilis era una enfermedad de transmisión sexual (ETS) del Nuevo Mundo que la tripulación de Cristóbal Colón habría llevado a Europa. Fue elaborada por Gonzalo Fernández de Oviedo y Ruy Díaz de Isla, dos médicos españoles presentes al momento del retorno de Cristóbal Colón desde América, en 1493.
Fernández de Oviedo (1478-1557), en su breve Sumario de la Natural Historia de las Indias (1526) dice:

(...) La primera vez que aquesta enfermedad en España se vido fue después que el almirante don Cristóbal Colón descubrió las Indias y tornó a estas partes, y algunos cristianos de los que con él vinieron que se hallaron en aquel descubrimiento y los que el segundo viaje hicieron, que fueron más, trajeron esta plaga, y de ellos se pegó a otras personas (...) porque de ninguna manera se pega tánto como del ayuntamiento de hombre a mujer (...) y los cristianos que se dan a la conversación y ayuntamiento de las indias, pocos hay que escapen de este peligro.

Otro cronista de Indias que barajó la misma tesis fue Francisco López de Gómara (1511-1566):

Que las bubas vinieron de las Indias. Los de aquesta isla Española son todos bubosos, y como los españoles dormían con las indias, hinchiéronse luego de bubas, enfermedad pegajosísima y que atormenta con recios dolores. Sintiéndose atormentar y no mejorando, se volvieron muchos de ellos a España por sanar, y otros a negocios, los cuales pegaron su encubierta dolencia a muchas mujeres cortesanas, y ellas a muchos hombres que pasaron a Italia a la guerra de Nápoles en favor del rey don Fernando el Segundo contra franceses, y pegaron allá aquel su mal. En fin, que se les pegó a los franceses; y como fue a un mismo tiempo, pensaron ellos que se les pegó de italianos, y llamáronle mal napolitano. Los otros llamáronle mal francés, creyendo habérselo pegado franceses. Empero también hubo quien le llamó sarna española.

Los defensores actuales dicen que está demostrado que hay esqueletos de nativos americanos precolombinos con lesiones sifilíticas y vinculan a la tripulación del primer viaje de Colón (1492) y con la epidemia de sífilis en el sitio de los alemanes contra Nápoles (1494).
El médico e historiador ecuatoriano Plutarco Naranjo critica la hipótesis colombina desarrollada por Gonzalo Fernández de Oviedo y Ruy Díaz de Isla, indicando que sus observaciones son errores históricos o fantasías, y que, por el contrario, la sífilis llegó a América desde Europa. Según este autor, no había en las expediciones personal con el conocimiento médico suficiente para identificar o reconocer las distintas enfermedades venéreas; asimismo, Fernández de Oviedo carecería de dicho conocimiento y no había reconocido enfermos ni en Europa ni en el Nuevo Mundo. Otra observación que hace Plutarco Naranjo es que el médico Diego Álvarez de Chanca, que acompañó a Cristóbal Colón y describió con lujo de detalles diversas enfermedades tanto de los marineros que los acompañaron como de los aborígenes, no hizo mención de ningún tipo de enfermedad con manifestaciones cutáneas que sugirieran el diagnóstico de sífilis. Finalmente, este autor hace notar el hecho de que la sífilis continuó expandiéndose en el Viejo Mundo mientras que en el Nuevo no se presentaron epidemias.
Otros detractores de esta hipótesis han intentado demostrar la presencia de la sífilis en Europa con anterioridad al viaje de Colón mediante la datación de esqueletos europeos con evidencias de lesiones siflíticas antes de 1492, pero los resultados no han sido concluyentes, y muchas de sus evidencias han resultado en dataciones repetidas y confirmadas con una antigüedad posterior a 1492. Aún hay 16 huesos europeos anteriores a 1492 con lesiones que podrían ser de tipo sifilítico, evidencias que no son aceptadas por los adeptos a esta hipótesis, arguyendo que dichas dataciones se han alterado y aparecen más antiguas, debido al consumo de alimentos provenientes del océano que traen material orgánico de mayor antigüedad.

### SigloXValsigloXIX

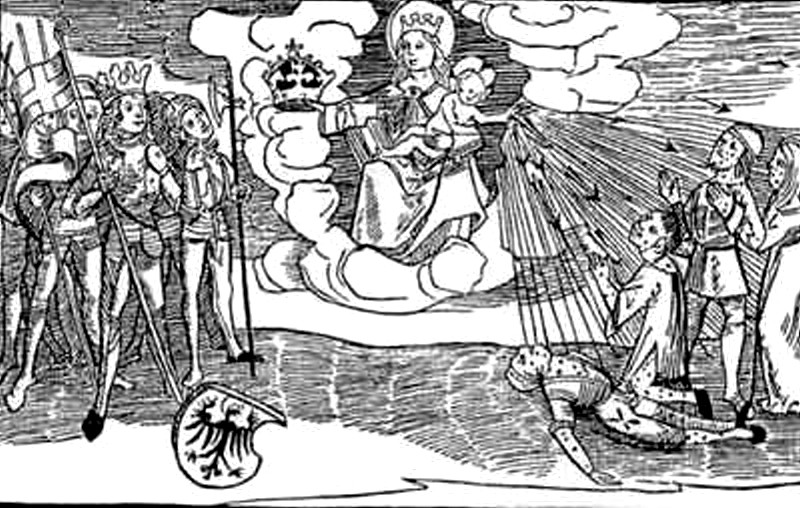
Das Christuskind straft die Menschheit mit Syphilis (‘el niño Cristo castiga a la humanidad con la sífilis’, 1496), xilografía de Joseph Grünpeck.

Desde Nápoles, la enfermedad barrió Europa a partir de 1495, con tasas de morbilidad y mortalidad elevadísimas.
Como lo describe Jared Diamond: «En esa época, las pústulas de la sífilis frecuentemente cubrían el cuerpo desde la cabeza a las rodillas, haciendo que se desprendiera la carne de la cara de las personas, y matando en pocos meses». Además la enfermedad era más frecuentemente fatal que hoy en día. Diamond concluye que «hacia 1546 la enfermedad habría evolucionado hasta convertirse en la sífilis con los síntomas que se conocen actualmente».[cita requerida]
Se cree que la causa principal de esta pandemia (en Europa, gran parte de Asia y norte de África) luego del siglo XVI se debió probablemente a la rápida urbanización.
En esa época se creía que el mercurio era el remedio para la sífilis. Era común utilizarlo para tratar problemas de la piel. El tratamiento consistía en respirar el gas del mercurio caliente.
Los pacientes salivaban incontrolablemente, los dientes se les caían y perdían la razón hasta que apareció un nuevo remedio en 1517: el guayaco, un arbusto que se encuentra en Haití. Supuestamente, era lo que usaban los oriundos de la isla.
En el siglo XVIII, miles de europeos contraían la sífilis. En el siglo XIX, Flaubert, estudiando los prostíbulos de Egipto, encontró que las rameras sin excepción estaban todas infectadas con sífilis.
Las crónicas de la época le echaban la culpa de la sífilis a las enormes migraciones de ejércitos (en la época de Carlos VIII, a fines del siglo XV).
Algunos escritores sostienen que hubo simultáneamente una epidemia de gonorrea, que se suponía el mismo mal que la sífilis. Otros dicen que quizá fue una epidemia de una enfermedad concomitante, pero desconocida.
Históricamente era una enfermedad muy temida por las nodrizas o Ama de crianza de las inclusas ya que un recién nacido con sífilis congénita podía pasar desapercibido y tardar varios meses en desarrollar la enfermedad. En este caso, a través de pequeñas lesiones inadvertidas bucales o peribucales del niño podía transmitir la enfermedad a la nodriza por erosiones en el pecho en el momento de lactar.

### SigloXX
A principios del siglo XX, nombrarla fuera de los círculos médicos especializados era impensable y se acuñaron eufemismos discretos, como "la avaría". Esta ocultación favoreció durante mucho tiempo un mercado donde se negociaban lucrativos remedios secretos que prometían curas discretas e indoloras, fuera de cualquier control oficial. Regularmente estallaban escándalos, ya que las lesiones dermatológicas de la sífilis revelaban al público esta economía libidinosa del mundo.
La sífilis también fue una enfermedad moral: la culpabilización y criminalización de los "malos pacientes" fueron un resorte profiláctico importante en la primera mitad del siglo XX. Desde la década de 1910, el cine de propaganda antivenérea presentaba de manera maniquea a personajes, por un lado, la prostituta y el hombre culpable de casarse a pesar de las advertencias del médico, por otro lado, los sífilis inocentes, como la esposa fiel infectada por su esposo voluble o el bebé contaminado por su nodriza. La condena de los primeros debía alentar a los enfermos a confesar su error y aceptar un largo proceso terapéutico.
En 1901 el bacteriólogo alemán Paul Ehrlich sintetizó el Salvarsán, un compuesto orgánico del arsénico, concebido específicamente para el tratamiento de la sífilis y que se convirtió en uno de los primeros fármacos sintéticos eficaces para la curación de enfermedades infecciosas. El Salvarsán (y su derivado, el Neosalvarsán) se abandonaron a partir de 1944, en favor del tratamiento antibiótico con penicilina, mucho más eficaz. Para probar la penicilina, durante los años 1946 a 1948 Estados Unidos llevó a cabo experimentos sobre sífilis en ciudadanos de Guatemala sin el consentimiento ni conocimiento de los hombres y mujeres que fueron utilizados como cobayas.
En 1905 Schaudinn y Hoffmann descubrieron el agente etiológico de la enfermedad.
En 1906, August von Wassermann descubrió una reacción que lleva su nombre que diagnosticaba la enfermedad a partir de un análisis de sangre.
En 1913, Hideyo Noguchi ―un bacteriólogo japonés que trabajaba en el Instituto Rockefeller― demostró que la presencia de la espiroqueta Treponema pallidum (en el cerebro de un paciente con parálisis progresiva) era la causante de la sífilis.
En España se han duplicado en seis años los casos de sífilis, pasando de cuatro casos por cada 100 000 habitantes en 2006 a 7,8 en 2012.

## Epidemiología
La sífilis se contagia principalmente por contacto sexual, seguido por el contagio vía transplacentaria. Besar, recibir transfusiones sanguíneas o inocularse accidentalmente son vías de transmisión menos importantes hoy día. Estudios de parejas han establecido tasas de transmisión de entre un 18 a un 80 %, mientras que estudios prospectivos dan tasas de entre un 9 a un 63 %. Finalmente, la probabilidad general esperada de transmisión entre parejas es de un 60 %.
Formas de contagio: Mediante el contacto de la piel con la secreción que generan los chancros, o por contacto con los clavos sifilíticos de la persona enferma; al realizar sexo oral sin preservativo (ya sea que los chancros estén en la boca, en el pene o en la vulva), o a través del beso si hay lesiones sifilíticas en la boca. Puede ser contagiada por el uso compartido de jeringas. Si la madre está infectada puede transmitirla a sus hijos a través de la placenta (sífilis congénita) o a través del canal de parto (sífilis connatal). En ambos casos, el bebé puede morir pronto o desarrollar sordera, ceguera, perturbaciones mentales, parálisis o deformidades.

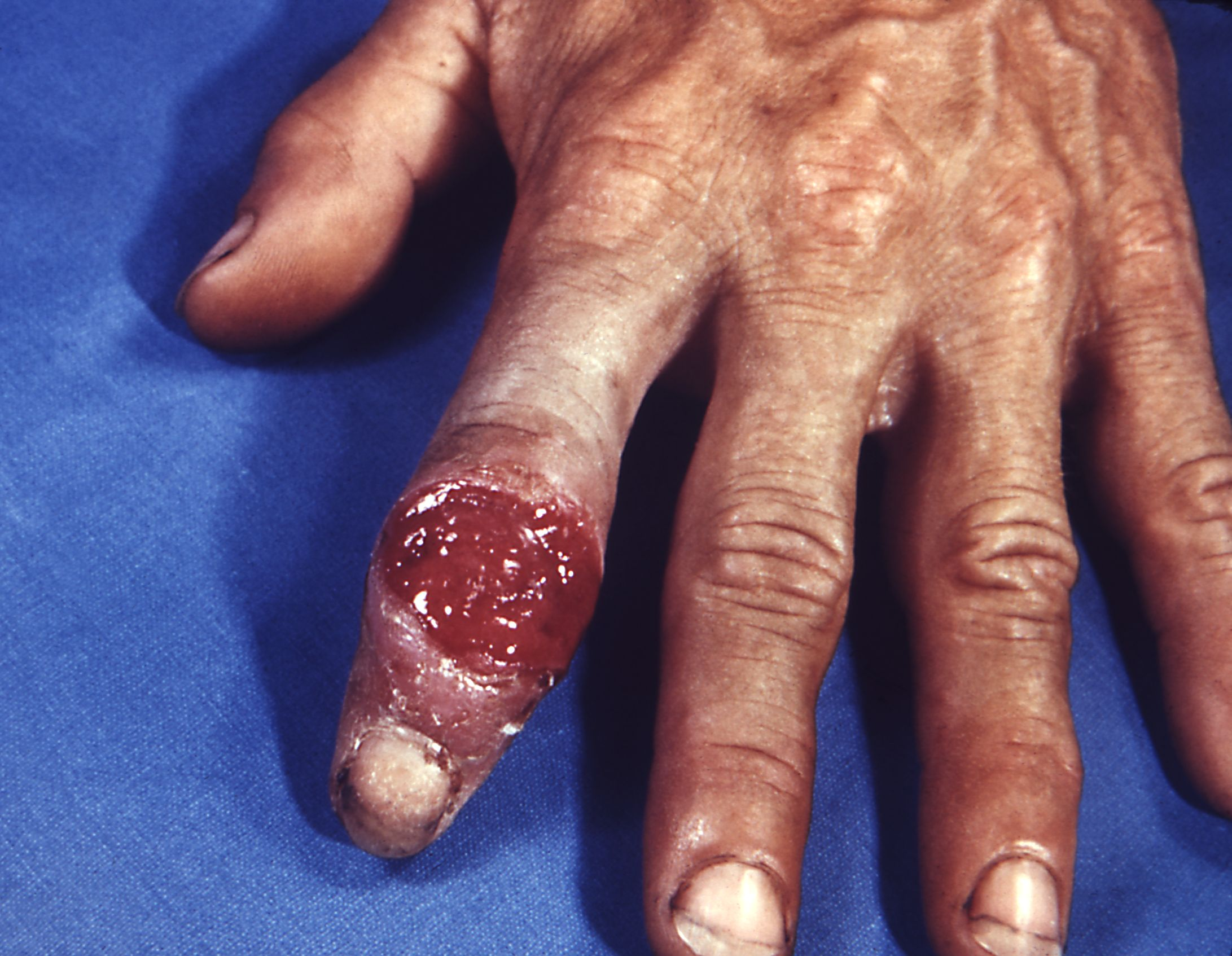
Chancro (primera etapa de la sífilis) desarrollado en el sitio de contagio.

Es prácticamente imposible que se transmita por una transfusión de sangre, porque la sangre se analiza antes de su transfusión, y porque el Treponema pallidum no sobrevive más de 48 horas en la sangre conservada en hemoteca.
La sífilis endémica puede transmitirse por contacto no sexual. Pero no se transmite por el asiento en sanitarios, actividades cotidianas, tinas de baño o compartir utensilios o ropa.
Es importante notar que el sujeto en la fase precoz de la enfermedad resulta altamente contagiante (la úlcera venérea está llena de treponemas), pero se sostiene que después de cuatro años el individuo infectado no puede difundir más el microorganismo mediante relaciones sexuales.
En las relaciones entre hombre y mujer es más fácil que se contagie el hombre. El período en el que más personas se contagian es entre los 20 y los 25 años de edad. El recontagio es muy común en varones homosexuales.
En los años ochenta y noventa en Europa hubo una relativa disminución de los casos de sífilis, relacionados con el temor al contagio por VIH, que conllevó al uso generalizado del preservativo, que representa una eficiente barrera contra el contagio, tanto del VIH como del Treponema pállidum.
Según datos de la OMS, en el mundo existen 12 millones de nuevos casos de sífilis:
- África subsahariana: 4 000 000
- Sur de Asia y Asia Pacífico: 4 000 000
- Latinoamérica y el Caribe: 3 000 000
- Norte de África y Oriente Medio: 370 000
- Europa Occidental: 140 000
- Europa Oriental y Asia Central: 100 000
- Norteamérica: 100 000
- Australia y Nueva Zelanda: 10 000

## Etiología
El organismo causante de la sífilis es el Treponema pallidum subsp pallidum. Este microorganismo es una bacteria móvil espiroforme (con forma de hilo en espiral), perteneciente al orden Spirochaetales, familia Spirochaetaceae, género Treponema. Su diámetro es de 0,10 a 0,18 micrómetros y su longitud entre 6 y 20 micrómetros. El promedio de torsiones de espiral de un T. pallidum es de 6 a 14. Su movilidad, como sacacorchos, está dado por endoflagelos, que le permiten una rápida rotación, torcerse y doblarse en ángulos.
Esta bacteria se propaga por multiplicación simple con división transversal. Al contrario que otras bacterias de su familia, solo se puede cultivar in vitro durante un breve período, con un máximo de supervivencia de 7 días a 35 °C, en medio particularmente enriquecido y en presencia de CO2 por sus particulares exigencias nutritivas y metabólicas. En nitrógeno líquido se mantiene su vitalidad, y prolifera de manera excelente en testículos de conejo.
En sangre conservada en hemoteca para transfusiones la bacteria sobrevive entre 24 y 48 horas.

## Patogenia
Treponema pallidum puede sobrevivir en un hospedador humano durante varias décadas, ya que este presenta un mecanismo de resistencia a los sistemas efectores de la respuesta inmune al recubrirse de proteínas del hospedador para camuflarse hasta que alcanza el Sistema Nervioso Central.

## Cuadro clínico
Tras un período de incubación de entre dos y seis semanas la sífilis transcurre por cuatro etapas clínicas de límites difusos: primaria, secundaria, latente y terciaria.

### Sífilis primaria
Esta etapa se caracteriza por la presencia en el sitio de inoculación ―la boca, el pene, la vagina o el ano― de una úlcera indurada e indolora parecida a una herida abierta, que se denomina chancro. Se acompaña de inflamación de los ganglios regionales. En unas pocas semanas el chancro cura espontáneamente.
En el varón los chancros suelen localizarse en el pene o dentro de los testículos, aunque también en el recto, dentro de la boca o en los genitales externos, mientras que en la mujer, las áreas más frecuentes son: cuello uterino y los labios genitales mayores o menores.
Durante esta etapa es fácil contagiarse con la secreción que generan los chancros.
Una persona infectada durante esta etapa puede infectar a su pareja al tener relaciones sexuales sin protección.

### Sífilis secundaria

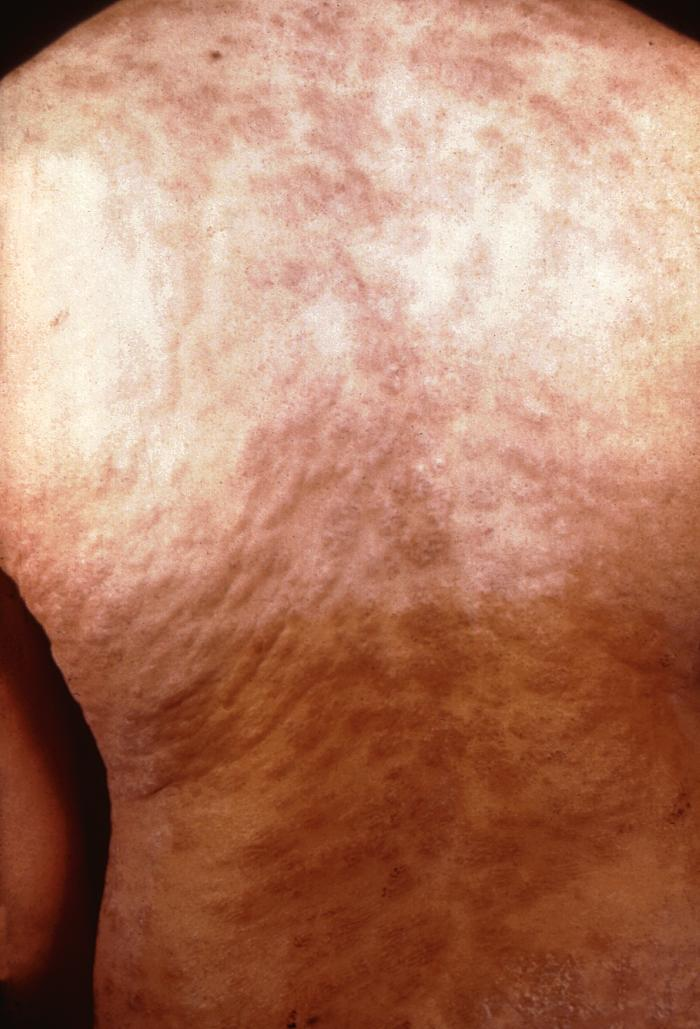
Clavos sifilíticos en la espalda (segunda etapa de la sífilis).

La sífilis secundaria comienza entre el momento de la desaparición del chancro o hasta seis meses después. Se caracteriza por malestar general, cefalea, fiebre baja, adenopatías generalizadas, pápulas rosáceas indoloras llamadas «clavos sifilíticos» en las palmas de las manos y plantas de los pies, a veces con descamación, lesiones en la mucosa de la boca o los genitales, lesiones confluentes de aspecto verrugoso cerca del lugar donde se formó el chancro (condiloma lata) y pérdida de cabello en parches. Los clavos sifilíticos y las lesiones de las mucosas son muy contagiosos. La sífilis secundaria puede durar semanas o meses.

### Sífilis latente
La sífilis latente se caracteriza por una serología positiva sin síntomas ni signos. Se divide en dos partes: sífilis latente temprana y sífilis latente tardía, dependiendo de si el tiempo de presencia de la enfermedad es menor o mayor a dos años respectivamente. Si el tiempo de la enfermedad se desconoce, se trata como una sífilis latente tardía.

### Sífilis terciaria
En la tercera fase (llamada también fase final), se llega a manifestar de nuevo de entre uno y veinte años después del inicio de la infección, la sífilis vuelve a activarse para atacar directamente al sistema nervioso o algún órgano.
En esta fase se producen los problemas más serios y puede llegar a provocar la muerte.
Algunos de los problemas son:
- Trastornos oculares.
- Cardiopatías.
- Lesiones cerebrales.
- Lesiones en la médula espinal.
- Pérdida de coordinación de las extremidades.
- Aneurisma sifilítico o luético.
- Goma sifilítico o sifiloma.
- Neurosífilis

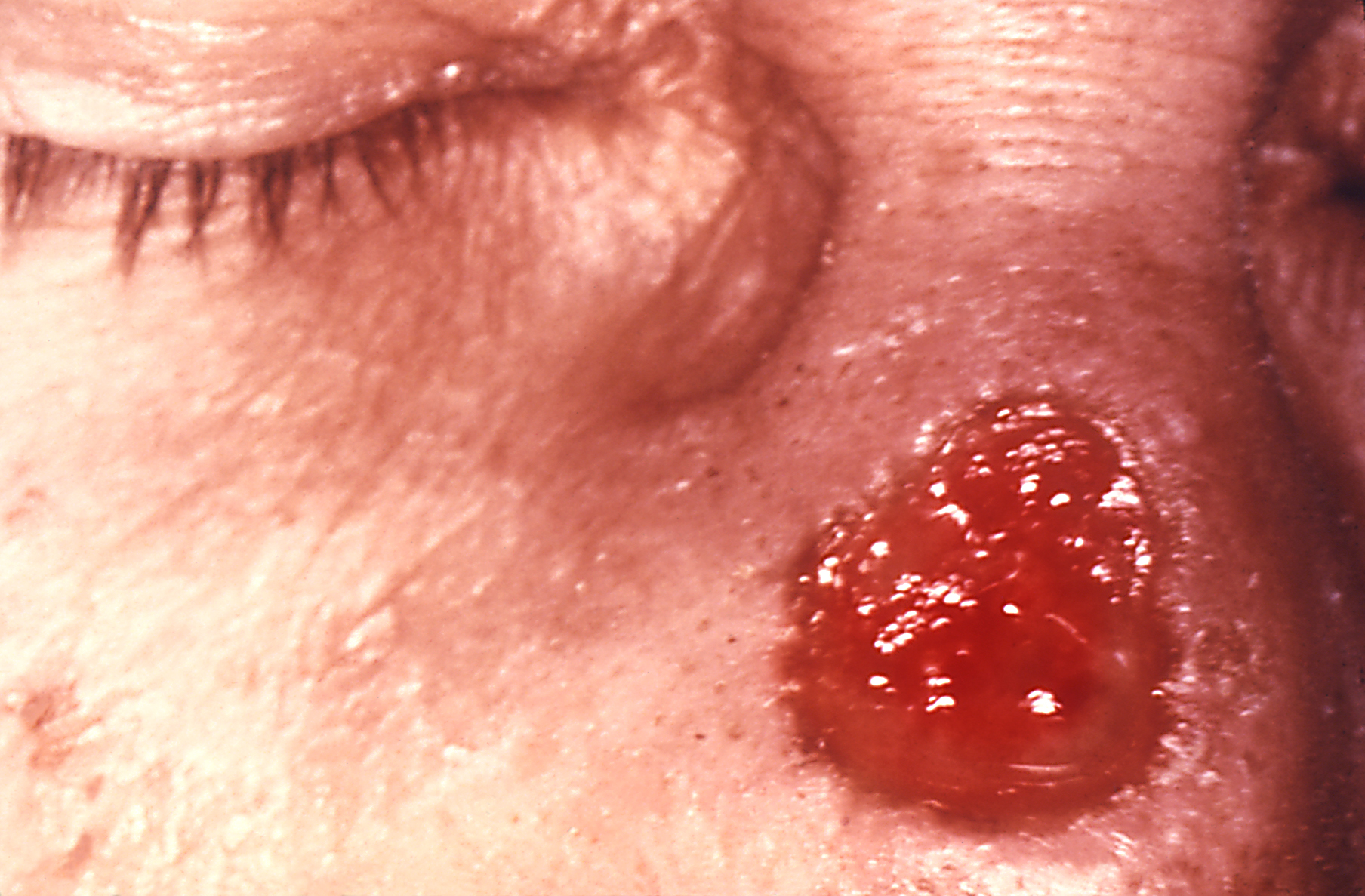
Lesión (en la nariz) en la tercera etapa de la sífilis.

Aunque un tratamiento con penicilina puede matar la bacteria, el daño que haya hecho en el cuerpo podría ser irreversible.

### Sífilis congénita
Los bebés de las mujeres con sífilis pueden infectarse mediante la placenta o durante el parto. La mayoría de los recién nacidos con sífilis congénita no presentan síntomas, aunque en algunos casos se puede presentar una erupción cutánea en las palmas de las manos y las plantas de los pies. Entre los síntomas posteriores se incluyen sordera, deformidades en los dientes y nariz en silla de montar (cuando colapsa el puente nasal).

## Diagnóstico
Antes de la aparición de las pruebas serológicas, el diagnóstico preciso era imposible.
De hecho, se la llamaba «la gran imitadora» ya que ―en la fase primaria y secundaria― sus síntomas pueden confundirse fácilmente con los de otras enfermedades, haciendo que el sujeto le reste importancia y no acuda al médico.

## Tratamiento
Antiguamente se trataba con mercurio, lo cual hizo famosa la frase «una noche con Venus y una vida con Mercurio», pero este tratamiento era más tóxico que beneficioso.
| Estadio                                         | Primera línea                                                             | Régimen alternativo                     |
| ----------------------------------------------- | ------------------------------------------------------------------------- | --------------------------------------- |
| Sífilis primaria, secundaria o latente temprana | Penicilina G Benzatínica 2.4 millones UI IM dosis única                   | - Doxiciclina por 14 días - Ceftriaxona |
| Sífilis terciaria o tardía latente              | Penicilina G Benzatínica 2.4 millones UI IM cada semana durante 3 semanas | Doxiciclina por 4 semanas               |
| Neurosífilis                                    | Penicilina G por 10 a 14 días                                             | Ceftriaxona o desensibilización         |

El tratamiento de elección para tratar la sífilis es la penicilina, en todas sus fases. En las fases primaria y secundaria, se usa penicilina G benzatínica en una dosis de 2,4 millones de UI por vía intramuscular por una sola vez. En las fases tardía y tardía latente se usa penicilina G benzatínica en tres dosis de 2,4 millones de UI intramuscular una vez por semana, totalizando 7,2 millones de UI.
Para la neurosífilis, el tratamiento es penicilina G cristalina administrada por vía endovenosa a razón de 18 a 24 millones de UI en una dosis administrada en una infusión continua lenta o dividida en 6 dosis diarias (a razón de una dosis cada dos o tres días). Esta última forma de administración se realiza con el fin de que el antibiótico difunda al LCR (líquido cefalorraquídeo), lugar donde se encuentra alojada principalmente la bacteria durante esta última fase. No obstante, el tratamiento no asegura una eficacia clínica.
En pacientes alérgicos a la penicilina se opta por un esquema antibiótico que no contenga betalactámicos, siendo los más usados la doxiciclina y la ceftriaxona.
Tratada a tiempo, la enfermedad tiene cura sencilla sin dejar secuelas.
El padecer la sífilis aumenta el riesgo de contraer otras enfermedades de transmisión sexual (como el VIH), ya que los chancros son una vía fácil de entrada en el organismo.
Si no se trata a tiempo, puede ocasionar:
- Ulceraciones en la piel.
- Problemas circulatorios.
- Ceguera.
- Parálisis.
- Demencia.
- Trastornos neurológicos.
- Muerte.

El haber padecido sífilis y haberse curado no implica inmunidad, ya que rápidamente se puede volver a contraer. Esto se debe a que la bacteria que produce la sífilis (Treponema pallidum) cuenta con tan solo nueve proteínas en su cubierta, lo cual no es suficiente para que el sistema inmunitario humano la reconozca y pueda producir anticuerpos para combatirla o inmunizarse. [cita requerida]
Una reacción habitual (10-35 %) en las primeras 24 horas tras la administración del tratamiento es la reacción de Jarisch-Herxheimer, generalmente leve y autolimitada. Puede darse con todos los tratamientos antibióticos, pero su máxima incidencia se da con el tratamiento con penicilina. Los síntomas incluyen habitualmente fiebre, eflorescencia cutánea, malestar general, dolor de cabeza y mialgias. Las causas se suponen debidas a la liberación de citoquinas, lipoproteínas e inmunocomplejos debido a la destrucción masiva de los treponemas por parte del antibiótico y a la correspondiente reacción inmunitaria del huésped. Su tratamiento se basa en antihistamínicos, paracetamol, buena hidratación y descanso.

## Prevención
El uso de condones de látex consistente y correcta para el sexo vaginal y anal puede reducir el riesgo de transmisión, pero aunque el condón puede proteger el pene o la vagina, no protege de contactos con otras áreas como el escroto o área anal. 
El uso de profilaxis post exposición con Doxiciclina "Doxy PEP" es una estrategia útil para la prevención de la infección. Este régimen consiste en una dosis única de Doxiciclina de 200mg (off-label) en las primeras 72h posteriores al encuentro.

## Diagnóstico y exámenes
- Examen de reagina plasmática rápida (RPR).
- TPHA (Anticuerpos Heterófilos frente a Treponema Pallidum).
- Examen FTA-ABS.
- Examen VDRL en LCR.
- Prueba serológica para la sífilis (VDRL).

## Experimentos sobre sífilis en Guatemala (1946-1948)
Durante los años 1946 a 1948 se llevaron a cabo en Guatemala experimentos sobre sífilis, dentro de un programa patrocinado y ejecutado por el gobierno de Estados Unidos. Fueron experimentos con humanos en los cuales médicos, generalmente estadounidenses, infectaron sin consentimiento de las víctimas ―a numerosos guatemaltecos, soldados, reos, pacientes psiquiátricos, prostitutas e, incluso, niños en orfandad―, inoculándoles sífilis y otras enfermedades venéreas como gonorrea, para comprobar la efectividad de nuevos fármacos, tanto antibióticos ―en especial penicilina―, como distintos tratamientos preventivos.

## Experimento Tuskeege
Articulo Principal: Experimento Tuskegee

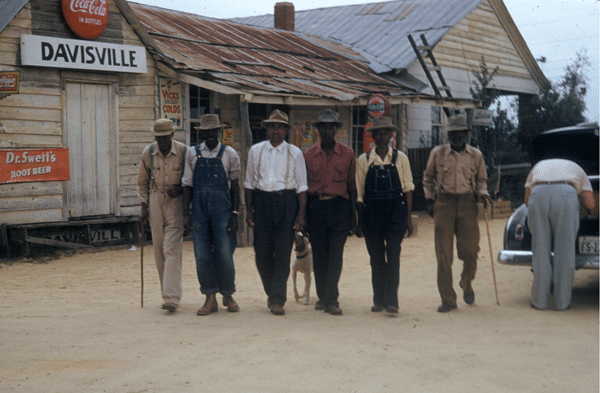
Pacientes afroestadounidenses en Tuskegee, Alabama.

Durante los años entre 1932 y 1972 se llevó a cabo en Tuskegee (Alabama), Estados Unidos, un estudio clínico realizado por el Servicio de Salud Pública de Estados Unidos, en donde se buscaba estudiar el progreso natural de la sífilis, en el cual se buscaba analizar qué pasaba realmente con los pacientes, si no eran tratados ante dicha enfermedad y como es que llegaban a la muerte. Los médicos reclutaron a 600 pacientes, en su mayoría personas afroestadounidenses, analfabetas, en donde, a base de engaños, fueron sujetos a participar en el experimento sin su consentimiento; debido a que se conocía el principal tratamiento en ese momento para la sífilis - penicilina - pero en lugar de diseñar estudios para brindar apoyo a todos los pacientes, se suprimió la información sobre la enfermedad, permitiendo a los médicos estudiar la Sífilis en función del sufrimiento y la muerte de los pacientes.